# Necturus lewisi
Necturus lewisi é uma espécie de anfíbio caudado pertencente à família Proteidae. Endêmica dos Estados Unidos da América.